# Литвина, Юлия Борисовна
Юлия Борисовна Литвина (Панарина после замужества; род. 4 июня 1993, Алма-Ата) — казахстанская пловчиха, золотой призёр Азиатских Юношеских Игр (2009), золотой призёр Чемпионатов Азии (2009, 2011), полуфиналистка Юношеских Олимпийских Игр (2010), Чемпион Республики Казахстан, член национальной сборной Казахстана (2008—2012), рекордсменка Казахстана, мастер спорта международного класса.

## Биография
Юлия Литвина родилась 4 июня 1993 года в Алматы.
В 2011 году окончила специализированную школа-интернат для одарённых в спорте детей в Алматы.
Вышла замуж в 2016 году за Мастера Спорта Республики Казахстана по боксу Панарина Максима.
В марте 2012 года получила дисквалификацию за допинг на полгода до 25 сентября 2012 года, в результате чего не смогла участвовать в Олимпиаде в Лондоне.

## Соревнования
| Соревнования                                      | Год  | Дисциплина     | Место |
| ------------------------------------------------- | ---- | -------------- | ----- |
| Открытый чемпионат Казахстана по плаванию         | 2009 | 100 м брасс    | 1     |
| 1-е Азиатские Юношеские игры (Сингапур)           | 2009 | 200 м брасс    | 1     |
| 1-е Азиатские Юношеские игры (Сингапур)           | 2009 | 50 м брасс     | 5     |
| 1-е Азиатские Юношеские игры (Сингапур)           | 2009 | 100 м брасс    | 5     |
| 1-е Азиатские Юношеские игры (Сингапур)           | 2009 | Эстафета 4x100 | 4     |
| 3-ие Азиатские Игры в Закрытых Помещениях (Ханой) | 2009 | 50 м брасс     | 3     |
| 3-ие Азиатские Игры в Закрытых Помещениях (Ханой) | 2009 | 100 м брасс    | 2     |
| 6-й Чемпионат Азии среди возрастных групп (Токио) | 2009 | 100 м брасс    | 1     |
| 6-й Чемпионат Азии среди возрастных групп (Токио) | 2009 | 50 м брасс     | 2     |
| 1-е Юношеские Олимпийские Игры (Сингапур)         | 2010 | 50 м брасс     | 14    |
| 1-е Юношеские Олимпийские Игры (Сингапур)         | 2010 | 100 м брасс    | 18    |

### Лучшие результаты
Бассейн 50 метров:
- 50 м брасс – 00:32:44
- 100 м брасс – 01:09:72
- 200 м брасс – 02:35:13

Бассейн 25 метров:
- 50 брасс – 32:16
- 100 брасс – 1:08:89